# Ernst Haffner
Ernst Haffner (1900? – 1938?) è stato uno scrittore tedesco.

## Biografia
Le tracce della vita di Ernst Haffner si sono irrimediabilmente perdute durante la dittatura di Adolf Hitler, e a causa delle distruzioni avvenute nel corso della Seconda Guerra Mondiale. Pare abbia esercitato la professione di assistente sociale a Berlino, dove visse almeno dal 1925 al 1933, scrivendo articoli su giornali. Nel 1932 pubblicò presso l'acclamato editore Bruno Cassirer l'unica sua opera, Jugend auf Landstraße Berlin (Gioventù sulla strada a Berlino). Il romanzo, ambientato nei bassifondi della metropoli tra il declino della Repubblica di Weimar e gli albori del nazismo, conseguì immediato successo, ricevendo in pochi mesi molte favorevoli recensioni, tra le quali quella entusiasta di Siegfried Kracauer, apparsa sulla Frankfurter Zeitung. Bandita dai nazisti, l'opera fu bruciata nei famigerati roghi dei libri organizzati da Joseph Goebbels del 10 maggio 1933. Convocato nel 1938 dal Reichsschrifttumskammer - la Camera del Reich che stabiliva la politica culturale sotto il controllo del Ministero della Propaganda, creato da Goebbels - non tornò più dal colloquio, scomparendo misteriosamente. Nel 1943 il bombardamento di Amburgo cancellò l'archivio librario dell'editore Cassirer e la corrispondenza intercorsa con Haffner.
Nel 2013 il suo romanzo, rinominato Blutsbrüder, viene ripubblicato in Germania dalla Metrolit Verlag, riemergendo dall'oblio durato 80 anni. Seguono la traduzione in lingua inglese e italiana (pubblicato da Fazi), accompagnata da un rinnovato successo di critica e pubblico.

## Opera
- Fratelli di sangue, traduzione di Madeira Giacci, Collana Le Strade, Roma, Fazi, 2016, ISBN 978-88-7625-944-9.